# Axtell (Kansas)
Axtell una ciudad ubicada en el condado de Marshall en el estado estadounidense de Kansas. En el año 2010 tenía una población de 406 habitantes y una densidad poblacional de 312,31 personas por km².

## Geografía
Axtell se encuentra ubicada en las coordenadas 39°52′21″N 96°15′26″O / 39.87250, -96.25722 (39.872447, -96.257361).

## Demografía
Según la Oficina del Censo en 2000 los ingresos medios por hogar en la localidad eran de $30,192 y los ingresos medios por familia eran $35,000. Los hombres tenían unos ingresos medios de $29,250 frente a los $23,500 para las mujeres. La renta per cápita para la localidad era de $14,460. Alrededor del 11.1% de la población estaban por debajo del umbral de pobreza.